# Pajas Blancas (Montevideo)

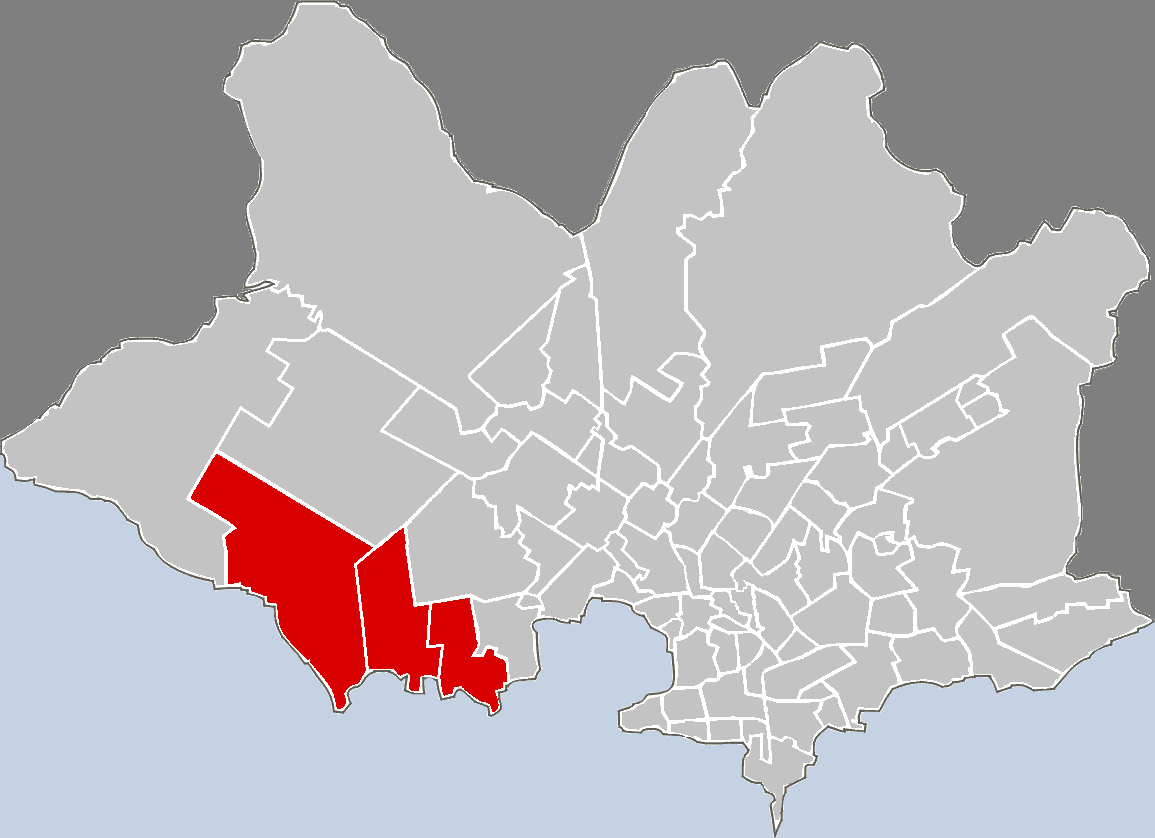
Lage von Casabó - Pajas Blancas in Montevideo

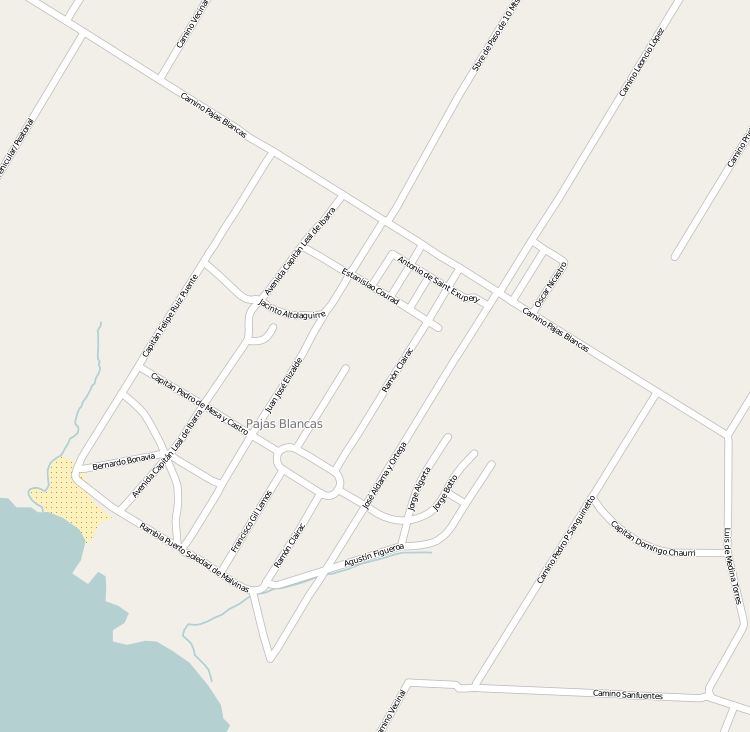
Plan von Pajas Blancas

Pajas Blancas ist ein Stadtviertel (barrio) der uruguayischen Hauptstadt Montevideo.

## Lage
Es befindet sich im südwestlichen Teil des Departamentos Montevideo. Es bildet mit Casabó das gemeinsame Viertel Casabó - Pajas Blancas, das vom Río de la Plata sowie den nördlich und nordwestlich gelegenem Stadtteil Paso de la Arena und La Paloma - Tomkinson sowie Cerro im Osten umgeben ist. Das Gebiet des Barrios Pajas Blancas selbst ist westlich des Cerro de Montevideo und nordwestlich von Punta Yeguas gelegen. Es erstreckt sich vom Camino Tres Esquinas über die Sanfuentes bis hin zur Avenida Tres Esquinas.

## Geschichte
Das Gebiet des Barrios gehörte früher der aus Frankreich stammenden, in Buenos Aires ansässigen Familie Lernou. Jene Familie verkaufte schließlich an die Brüder Oscar und José Costa. Diese pflanzten vor Ort 4000 Eukalyptus-Bäume und sorgten für eine Verbesserung der bereits bestehenden Straße. Die Pflanzung führte von der Avenida Pajas Blancas bis zum Strand und bildete schließlich eine Pergola.

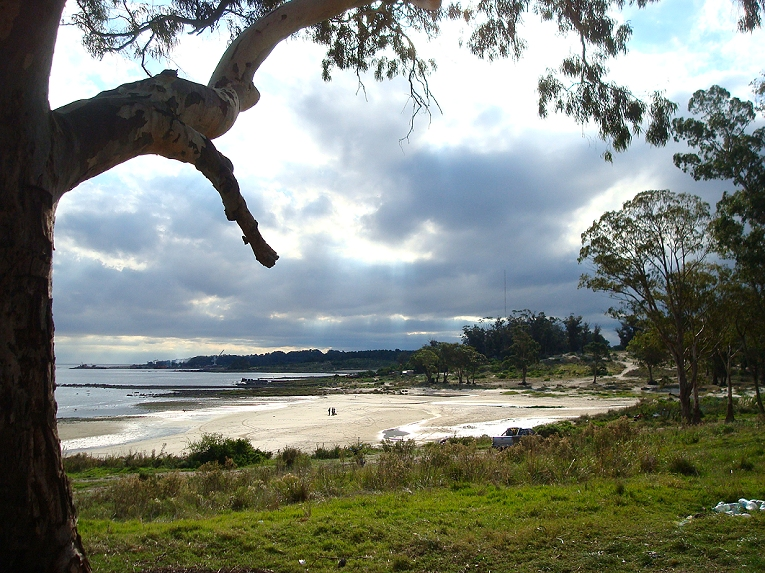
Playa Zabala in Pajas Blancas
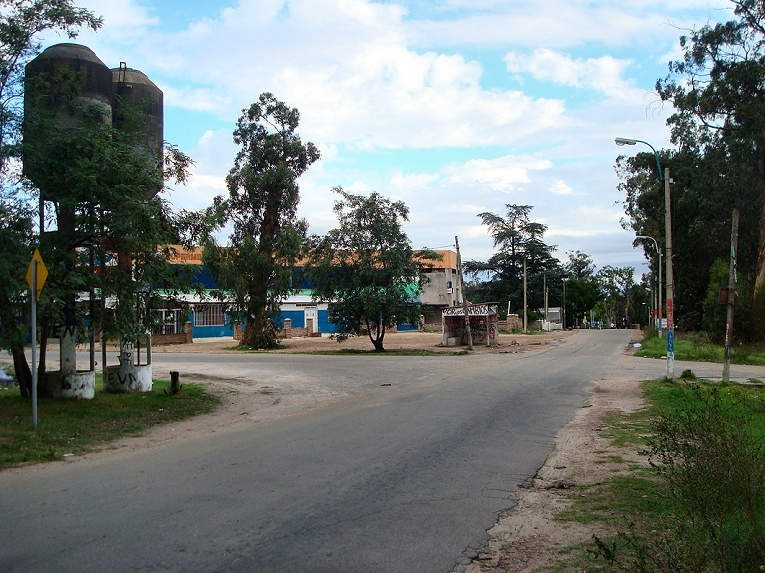
Hauptstraße in Pajas Blancas
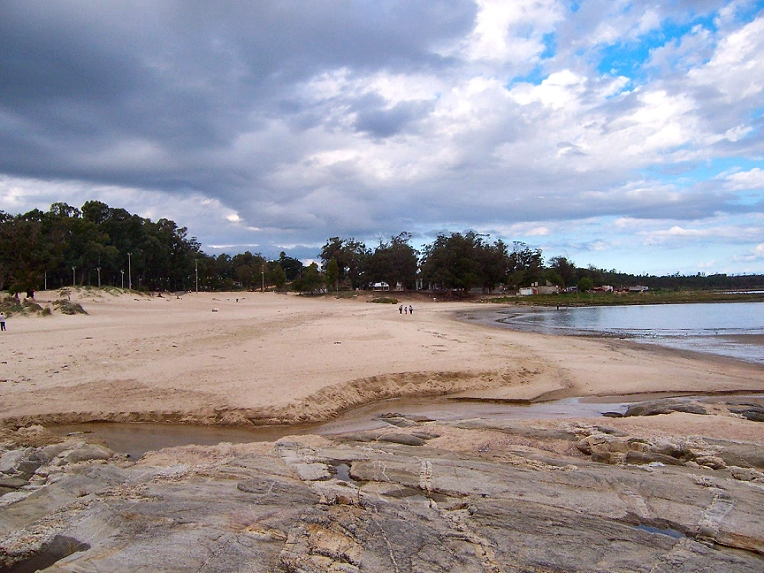
Strand in Pajas Blancas